# فرن‌تری، ویکتوریا
فرن‌تری (به انگلیسی: Ferntree Gully) یک منطقهٔ مسکونی در استرالیا است که در ویکتوریا (استرالیا) واقع شده‌است.